# François Lemarchand
François Lemarchand (Livarot, 2 november 1960) is een voormalig Frans wielrenner.

## Levensloop en carrière
François Lemarchand werd beroepsrenner in 1985 en bleef dat tot 1997. In 1990 won hij de Ronde van de Vendée. Hij nam tienmaal deel aan de Ronde van Frankrijk. Zijn zoon Romain Lemarchand werd ook wielrenner.

## Resultaten in voornaamste wedstrijden
| Jaar | Ronde van Italië | Ronde van Frankrijk | Ronde van Spanje |
| ---- | ---------------- | ------------------- | ---------------- |
| 1985 |                  | 81e                 | 51e              |
| 1986 |                  | 68e                 |                  |
| 1987 |                  | 75e                 | 40e              |
| 1988 |                  |                     |                  |
| 1989 |                  | 89e                 |                  |
| 1990 | 21e              | 104e                |                  |
| 1991 | 49e              | 101e                |                  |
| 1992 |                  | 104e                |                  |
| 1993 |                  | 59e                 |                  |
| 1994 |                  |                     |                  |
| 1995 |                  | 92e                 |                  |
| 1996 |                  | 91e                 |                  |